# Quận Culpeper, Virginia
Quận Culpper là một quận thuộc tiểu bang Virginia, Hoa Kỳ.
Quận này được đặt tên theo. Theo điều tra dân số của Cục điều tra dân số Hoa Kỳ năm 2000, quận có dân số 34.262 người. Quận lỵ đóng ở Culpeper6.

## Địa lý
Theo Cục điều tra dân số Hoa Kỳ, quận có diện tích 989 km2, trong đó có 3 km2 là diện tích mặt nước.

## Thông tin nhân khẩu
Theo điều tra dân 2 năm 2000, quận đã có dân số 34.262 người, 12.141 hộ gia đình, và 9.045 gia đình sống trong quận. Mật độ dân số là 90 người trên một dặm vuông (35/km ²). Có 12.871 đơn vị nhà ở mật độ trung bình của 34 trên một dặm vuông (13/km ²). Cơ cấu điểm chủng tộc của dân cư quận gồm 78,27% người da trắng, 18,15% da đen hay Mỹ gốc Phi, 0,33% người Mỹ bản xứ, 0,66% châu Á, Thái Bình Dương 0,01%, 1,15% từ các chủng tộc khác, và 1,43% từ hai hoặc nhiều chủng tộc. 2,50% dân số là người Hispanic hay Latino thuộc một chủng tộc nào.

Có được 12.141 hộ, trong đó 35,00% có trẻ em dưới 18 tuổi sống chung với họ, 58,50% là đôi vợ chồng sống với nhau, 11,30% có nữ hộ và không có chồng, và 25,50% đã không gia đình. 20,60% hộ gia đình đã được tạo ra từ các cá nhân và 7,90% có người sống một mình 65 tuổi hoặc lớn tuổi hơn là người. Cỡ hộ trung bình là 2,68 và cỡ gia đình trung bình là 3,08.
Trong quận, độ tuổi dân số đã được trải ra với 25,70% dưới độ tuổi 18, 8,10% 18-24, 31,10% 25-44, 23,30% từ 45 đến 64, và 11,90% từ 65 tuổi trở lên đã được những người. Độ tuổi trung bình là 36 năm. Đối với mỗi 100 nữ có 103,30 nam giới. Đối với mỗi 100 nữ 18 tuổi trở lên, đã có 103,20 nam giới.
Thu nhập trung bình cho một hộ gia đình trong quận đạt 45.290 USD, và thu nhập trung bình cho một gia đình là 51.475 USD. Phái nam có thu nhập trung bình 36.621 Mỹ kim so với 25.985 USD cho phái nữ. Thu nhập bình quân đầu người là 20.162 USD. Có 7,00% gia đình và 9,20% dân số sống dưới mức nghèo khổ, bao gồm 10,30% những người dưới 18 tuổi và 8,60% của những người 65 tuổi hoặc hơn.